# St. Trinian's
Ne doit pas être confondu avec St. Trinian's (film, 2007).
St. Trinian's est le titre d'une série dessinée humoristique du Britannique Ronald Searle, et le nom du pensionnat pour jeunes filles en gymslips, fictif, qui en constitue le décor. La série a fait l'objet d'une adaptation au cinéma, composée à l'origine de quatre épisodes réalisés de 1954 à 1966, qui connurent un grand succès au Royaume-Uni. Trois autres films s'en sont par la suite inspiré, réalisés en 1980, 2007 et 2009.

## Sujet
C'est l'histoire d'une école pour jeunes filles, pas comme les autres... On y apprend à maquiller des voitures, fabriquer de l'alcool et des explosifs, à faire l'innocente en espagnol... Il y a aussi des cours de vaudou, de gestion de la colère avec des pistolets et mitraillettes et bien d'autres choses... Bref, l'école vit dans une anarchie complète et sous le regard bienveillant de Camilla Fritton, et de son équipe pédagogique quelque peu sous l'emprise de l'alcool et d'autres produit addictifs.

## Filmographie
Série originale
4 films réalisés par Frank Launder :
- 1954 : Les Belles de Saint-Trinian (The Belles of St. Trinian's)
- 1957 : Fric-Fracs à gogo (Blue Murder at St Trinian's)
- 1960 : The Pure Hell of St. Trinian's
- 1966 : The Great St. Trinian's Train Robbery

Épisodes tardifs
- 1980 : The Wildcats of St. Trinian's, toujours de Frank Launder
- 2007 : St Trinian's d'Oliver Parker et Barnaby Thompson
- 2009 : St. Trinian's : The Legend of Fritton's Gold